# 다카라초역
다카라초역(일본어: 宝町駅, たからちょうえき)은 일본 도쿄도 주오구에 있는 도쿄 도 교통국의 철도역이다.

## 타는 곳
| 1 | ○ 도영 지하철 아사쿠사 선 | 센가쿠지 · 니시마고메 · 하네다쿠코 · 미사키구치 방면   |
| 2 | ○ 도영 지하철 아사쿠사 선 | 니혼바시 · 오시아게 · 나리타쿠코 · 인바니혼이다이 방면 |

## 역세권 정보
- 교바시역(도쿄 메트로 긴자선)
- 핫초보리역(동일본 여객철도 게이요선 및 도쿄 지하철 히비야선)
- 도쿄역

## 역사
- 1963년 2월 28일: 영업 개시.

## 사진

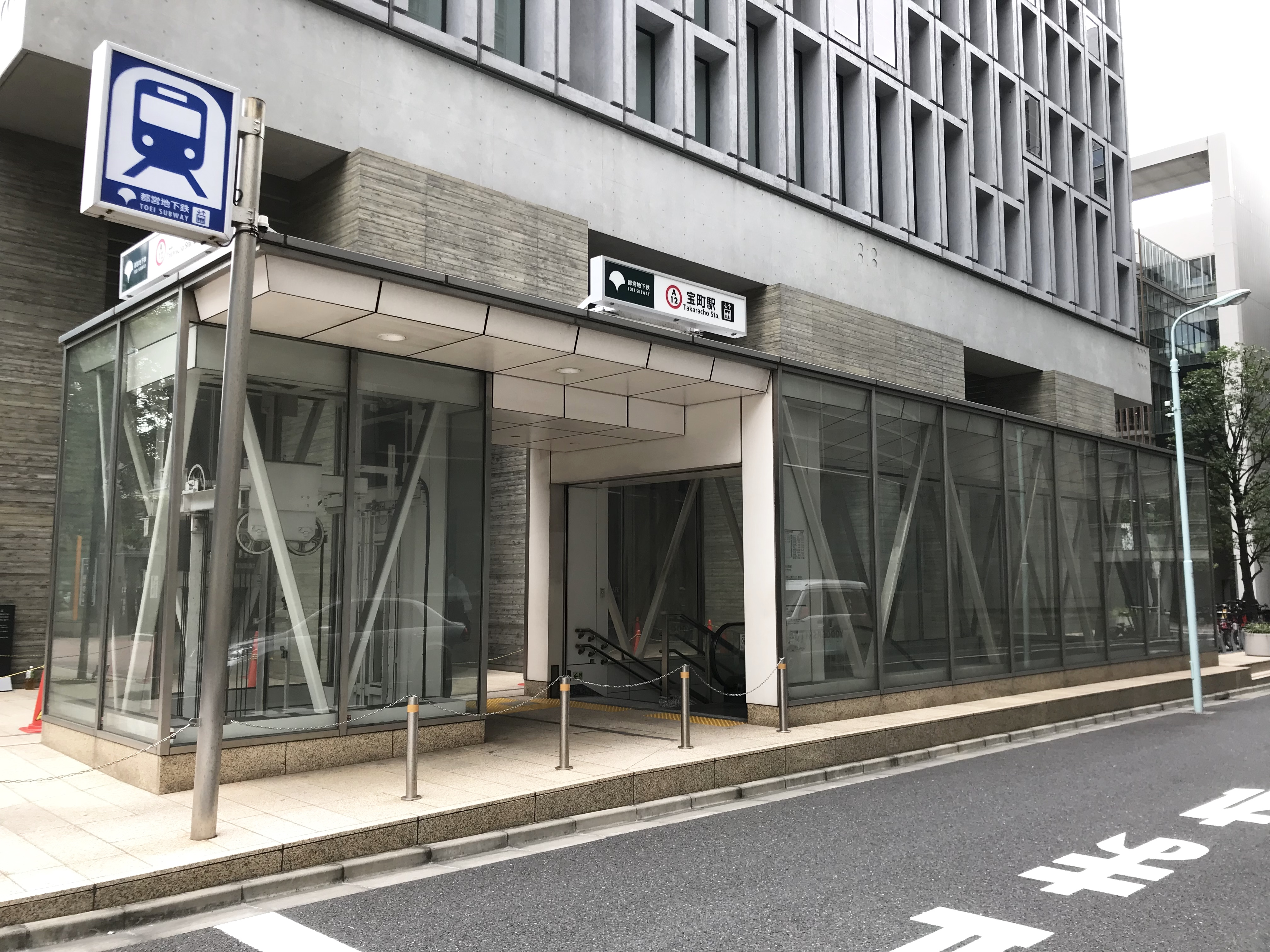
A8 출입구(2019년 8월)
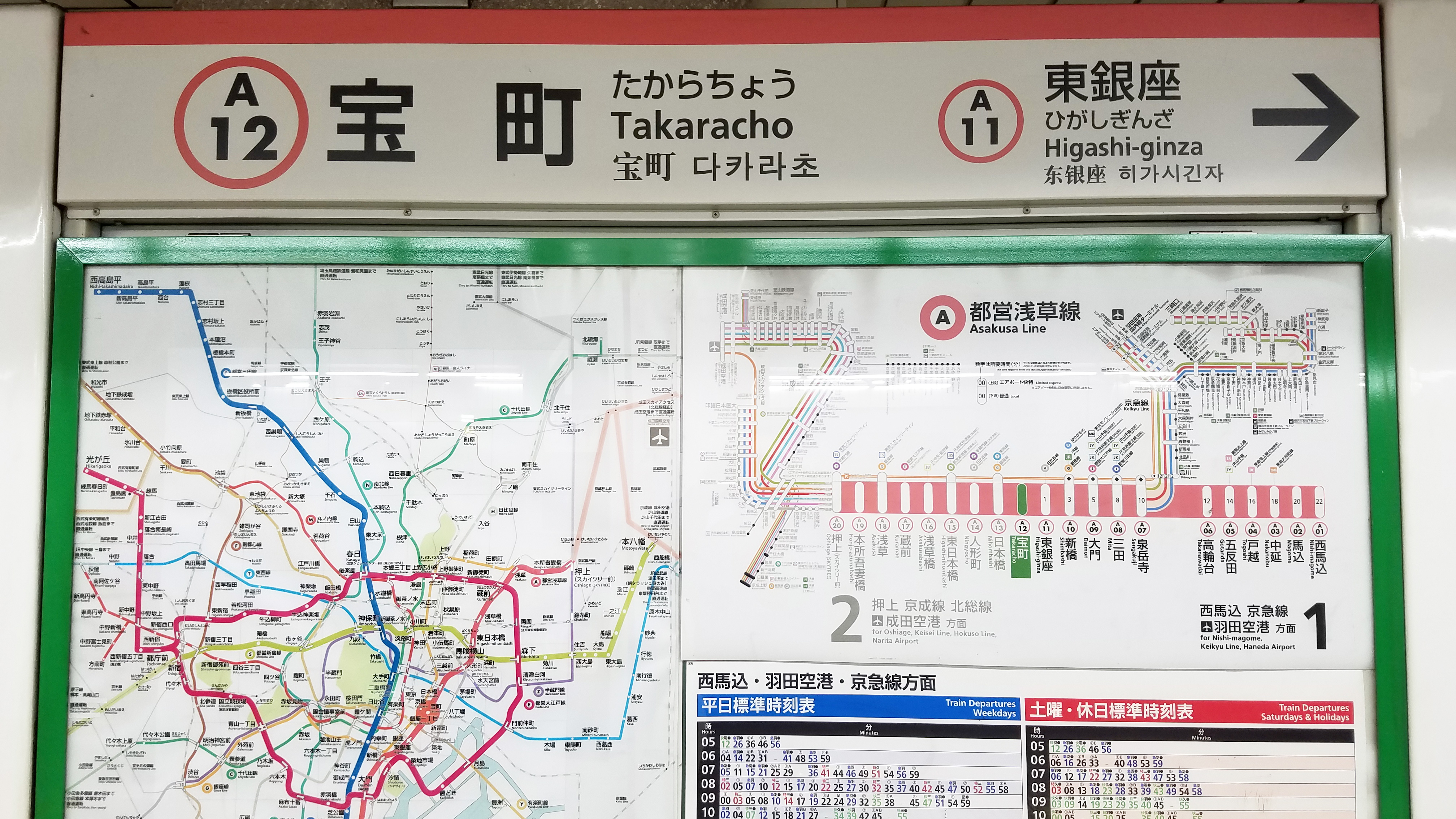
역명판(2019년 3월)

## 인접역
| 도쿄 도 교통국 지하철 1호선    | 도쿄 도 교통국 지하철 1호선 | 도쿄 도 교통국 지하철 1호선 |
| ------------------------------ | --------------------------- | --------------------------- |
| A11 히가시긴자 니시마고메 방면 | 아사쿠사 선                 | A13 니혼바시 오시아게 방면  |